# Pedro Sanchez (Schauspieler)
Pedro Sanchez (eigentlich Ignazio Spalla, * 5. Mai 1924 in Termini Imerese; † 9. Februar 2005 in Costacciaro) war ein italienischer Schauspieler, der hauptsächlich in Italowestern und anderen Genrefilmen zu sehen war.

## Leben
Sanchez war seit Mitte der 1960er Jahre in zahlreichen Filmen zu sehen. Seine Paraderolle, die seinem stämmigen Körperbau und seinem grimmigen, meist mit Vollbart verzierten Gesicht geschuldet war, war die des schmierigen Handlangers, oft mexikanischer Prägung, aber auch des komischen, aufbrausenden Sidekick des Helden oder des erfolglosen Opfers in Franco & Ciccio-Komödien. Damit war er neben zahlreichen Italowestern, die fast zwei Drittel seiner Filme ausmachen, auch in anderen Genrefilmen erfolgreich. Mit dem Verebben des Erfolges solcher Filme Ende der 1970er Jahre neigte sich auch seine Karriere dem Ende zu. Nach 1977 war er nicht mehr aktiv.

## Filmografie (Auswahl)
- 1964: Due mafiosi nel Far West
- 1964: I magnifici Brutos del West
- 1965: Il piombo e la carne
- 1965: Ein Loch im Dollar (Un dollaro bucato)
- 1965: Jetzt sprechen die Pistolen (Perché uccidi ancora)
- 1966: I due figli di Ringo
- 1966: Schneller als 1000 Colts (Thompson 1880)
- 1966: Vajas con Dios, Gringo
- 1966: Das Superding der 7 goldenen Männer (Il grande colpo dei 7 uomini d'oro)
- 1967: Django – Kreuze im blutigen Sand (Cjamango)
- 1967: Django – Dein Henker wartet (Non aspettare Django, spara)
- 1967: Jonny Madoc rechnet ab (Pecos è qui: prega e muori)
- 1967: Leg ihn um, Django (Vado… l‘ammazzo e torno)
- 1967: Der Sohn des Django (Il figlio di Django)
- 1967: Der Tod zählt keine Dollar (La morte non conta i dollari)
- 1968: Django – den Colt an der Kehle (Chiedi perdono a Dio… non a me)
- 1968: Django – Die Totengräber warten schon (Quella sporca storia nel west)
- 1968: I nipoti di Zorro
- 1968: El Zorro
- 1969: Quintana – Er kämpft um Gerechtigkeit (Quintana)
- 1969: Sabata (Ehi amico… c'è Sabata, hai chiuso!)
- 1969: Die Nackte und der Kardinal (Beatrice Cenci)
- 1970: Adios, Sabata (Indio Black, sai che ti dico: Sei un gran figlio di…)
- 1971: Sabata kehrt zurück (È tornato Sabata… hai chiuso un'altra volta)
- 1971: Tara Pokì
- 1973: …E così divennero i tre supermen del West
- 1973: Vier Fäuste schlagen wieder zu (Carambola)
- 1973: Nonnen, Gold & Gin (Sette monache a Kansas City)
- 1974: Zwei tolle Hechte – Wir sind die Größten (Prima ti suono e poi ti spara)
- 1975: Il sogno di Zorro
- 1975: Von Wölfen gehetzt (Zanna Bianca e il cacciatore solitario)
- 1975: Whisky und die Goldgräber (La spacconata)
- 1977: Wenn du krepierst, lebe ich! (Autostop rosso sangue)